# Потерс Хил (Северна Каролина)
Потерс Хил (енгл. Potters Hill) насељено је место без административног статуса у америчкој савезној држави Северна Каролина.

## Демографија
По попису из 2010. године број становника је 481.
| Група             | 2000.    | 2010.       |
| Белци             | 0 (0,0%) | 467 (97,1%) |
| Афроамериканци    | 0 (0,0%) | 0 (0,0%)    |
| Азијати           | 0 (0,0%) | 0 (0,0%)    |
| Хиспаноамериканци | 0 (0,0%) | 13 (2,7%)   |
| Укупно            | 0        | 481         |